# Cantonul Saint-Julien-l'Ars
Cantonul Saint-Julien-l'Ars este un canton din arondismentul Poitiers, departamentul Vienne, regiunea Poitou-Charentes, Franța.

## Comune
| Comune               | Populație (1999) | Cod poștal | Cod INSEE |
| -------------------- | ---------------- | ---------- | --------- |
| Bignoux              | 1 040            | 86800      | 86028     |
| Bonnes               | 1 669            | 86300      | 86031     |
| La Chapelle-Moulière | 606              | 86210      | 86058     |
| Jardres              | 1 050            | 86800      | 86114     |
| Lavoux               | 1 121            | 86800      | 86124     |
| Liniers              | 504              | 86800      | 86135     |
| Pouillé              | 589              | 86800      | 86198     |
| Saint-Julien-l'Ars   | 2 212            | 86800      | 86226     |
| Savigny-Lévescault   | 1 009            | 86800      | 86256     |
| Sèvres-Anxaumont     | 1 895            | 86800      | 86261     |
| Tercé                | 1 061            | 86800      | 86268     |